# Льодовикове озеро Велике Тростя
Льодовико́ве о́зеро Вели́ке Тро́стя (Трусця, Русьтя) — гірське озеро, гідрологічна пам'ятка природи місцевого значення в Україні. Розташоване в межах Перечинського району Закарпатської області, на схід від села Лумшори. 
Площа 1,9 га. Статус надано згідно з рішенням облвиконкому від 18.11.1969 року, № 414. Перебуває у віданні ДП «Перечинське ЛГ» (Турицьке лісництво, кв. 14). 
Статус надано з метою збереження мальовничого озера льодовикового походження, розташованого на західних схилах масиву Полонина Рівна. Озеро лежить на висоті 840 м. над р. м. 